# Chrysochloris
Chrysochloris es un género de mamíferos afroterios del orden Afrosoricida. Se conocen como topos dorados y son propios del África subsahariana.

## Especies
Se reconocen las siguientes:
- Chrysochloris asiatica (Linnaeus, 1758)
- Chrysochloris visagiei Broom, 1950
- Chrysochloris stuhlmanni Matschie, 1894